# Dots and Loops
Dots and Loops é o quinto álbum de estúdio do grupo Stereolab, repleto de experiências rítimicas, altamente influenciado pela Bossa Nova e o pop dançante dos anos 60.
| Críticas profissionais                                                      | Críticas profissionais |
| Avaliações da crítica                                                       | Avaliações da crítica  |
| Fonte                                                                       | Avaliação              |
| --------------------------------------------------------------------------- | ---------------------- |
| allmusic                                                                    | [ 2 ]                  |
| Esta tabela precisa de ser acompanhada por texto em prosa. Consulte o guia. |                        |

## Faixas
1. "Brakhage" (Lætitia Sadier / Tim Gane) - 5:30
2. "Miss Modular" (Sadier / Gane) - 4:29
3. "The Flower Called Nowhere" (Sadier / Gane) - 4:55
4. "Diagonals" (Sadier / Gane) - 5:15
5. "Prisioner of Mars" (Sadier / Gane) - 4:03
6. "Rainbo Conversation" (Sadier / Gane) - 4:46
7. "Refractions in the Plastic Pulse" (Sadier / Gane / Andy Ramsay) - 17:32
8. "Parsec" (Sadier / Gane) - 5:34
9. "Ticker-Tape of the Unconscious" - 4:45
10. "Contronatura" (Sadier / Gane) - 9:03

## Créditos
- Laetitia Sadier – vocal
- Tim Gane – guitarra

## Pessoal adicional
- Rebecca McFaul, Shelley Weiss, Poppy Branders, Maureen Loughnane – cordas
- Paul Mertens, Dave Max Crawford, Jeb Bishop, Ross Reed – baixo
- Sean O'Hagan - piano, Fender Rhodes piano, órgão Farfisa
- Xavier "Fischfinger" Fischer – piano
- John McEntire – sintetizador, percussão, vibrafone, marimba
- Douglas McCombs – baixo acústico
- Andi Toma – percussão eletrônica, efeitos sonoros
- Jan St. Werner – efeitos sonoros